# Галиндо Гарсес
Гали́ндо Гарсе́с (араг. Galindo Garcés; умер в 844) — граф Арагона в 833—844 годах из династии Веласкотенес.

## Биография
Галиндо Гарсес был сыном графа Арагона Гарсии I Злого от его второго брака с дочерью короля Памплоны Иньиго Аристы. Несмотря на то, что у Гарсии I Галиндеса был сын и от первого брака, Веласко, именно Галиндо отец передал графство, вероятно, потому, что его старший сын по материнской линии происходил из враждебного Гарсии семейства Галиндес. Точная дата отказа Гарсии I от власти неизвестна, но в 833 году графом Арагона уже называется Галиндо Гарсес. Некоторые историки считают, что несмотря на отказ от титула, Гарсия Галиндес и дальше продолжал оказывать влияние на управление графством.
Весной 833 года граф Галиндо совершил поход в долину Эчо, находившуюся под властью Франкского государства, и присоединил к своим владениям находящийся здесь город Валье-де-Эчо. 25 ноября Галиндо Гарсес основал в завоёванных им владениях монастырь Сан-Педро-де-Сиреса, подписав хартию о передаче новому монастырю одной из графских вилл. Первым аббатом стал Захария из Сиресы, который ввёл в монастыре бенедиктинский устав в редакции святого Хродеганга Мецского. Благодаря покровительству, оказываемому монастырю Сан-Педро-де-Сиреса графской семьёй, он вскоре стал главным церковным центром Арагонского графства.
О дальнейшем правлении Галиндо Гарсеса почти ничего не известно. Испано-мусульманские исторические хроники сообщают, что в 843 году граф Арагона оказал помощь своему союзнику, королю Памплоны Иньиго Аристе, в войне с Кордовским эмиратом. Однако в сражении под Памплоной соединённое наварро-арагонское войско потерпело сокрушительное поражение от Мухаммада, сына эмира Абд ар-Рахмана II. В битве погибло множество христиан, Иньиго Ариста и его сын Гарсия получили ранения и бежали с поля боя, после чего старший брат графа Арагона, Веласко Гарсес, вместе с несколькими знатными памплонцами перешёл на службу к эмиру Кордовы. О том, участвовал ли Галиндо Гарсес в этом сражении, хроники не говорят.
Правление графа Галиндо Гарсеса завершилось в 844 году. Различные исторические источники по-разному рассказывают об этом событии. Одни из них сообщают, что граф Галиндо скончался от естественных причин, и так как от брака с Гулдрегуд он не имел детей, то новым графом без какого-либо сопротивления со стороны арагонцев стал граф Пальярса и Рибагорсы Галиндо I Аснарес, сын бывшего графа Арагона Аснара I Галиндеса. Согласно другим источникам, Галиндо I Аснарес захватил графство с помощью войска, предоставленного франками, и казнил отца графа Галиндо Гарсеса, Гарсию Злого, в качестве мести за убийство своего брата Сентюля. О том, был ли граф Галиндо в это время ещё жив, исторические хроники однозначного ответа не дают.